# سیارک ۲۰۷۴۱
سیارک ۲۰۷۴۱ (به انگلیسی: 20741 Jeanmichelreess، نامگذاری:1999XA230) بیست هزار و هفتصد و چهل و یکمین سیارک کشف شده‌است که در ۷ دسامبر ۱۹۹۹ کشف شد.
قدر مطلق سیارک برابر ۲۹.۵ است.